# Nationaal park Wyperfeld
Het nationaal park Wyperfeld (Engels: Wyperfeld National Park) is een nationaal park in de Australische deelstaat Victoria. Het park is 357.000 hectare groot.

## Geschiedenis
Het gebied van Wyperfeld werd in 1909 beschermd en in 1921 uitgeroepen tot nationaal park. In 1933 vond een herziening plaats van de grenzen van Wyperfeld, dat leidde tot een aanzienlijke uitbreiding van het parkoppervlak.

## Geografie
Wyperfeld ligt in het noordwesten van Victoria. Het gebied heeft een droog klimaat en het ligt in de regio van de mallee scrublands. Het westen van Wyperfeld bestaat uit zanderige heuvels met heide en laag struikgewas. Het oosten van het nationaal park is hoofdzakelijk vlak.

## Flora en fauna
In Wyperfeld groeien diverse soorten eucalyptus. De flora omvat verder onder meer xerofieten, zoals vetplanten. Wyperfeld heeft een rijke avifauna met onder meer de emoe, thermometervogel, bergparkiet en Inca-kaketoe.
Alfred · 
Alpine · 
Baw Baw · 
Brisbane Ranges · 
Burrowa-Pine Mountain · 
Chiltern Box-Ironbark · 
Churchill · 
Coopracambra · 
Croajingolong · 
Dandenong Ranges · 
Errinundra · 
French Island · 
Grampians · 
Hattah-Kulkyne · 
Kinglake · 
Lake Eildon · 
Lind · 
Little Desert · 
Lower Glenelg · 
Mitchell River · 
Mornington Peninsula · 
Morwell · 
Mount Buffalo · 
Mount Eccles · 
Mount Richmond · 
Murray-Sunset · 
Organ Pipes · 
Otway · 
Port Campbell · 
Snowy River · 
Tarra-Bulga · 
Terrick Terrick · 
The Lakes · 
Wilsons Promontory · 
Wyperfeld · 
Yarra Ranges
Nationale parken in: AUS · NSW · NT · QLD · SA · TAS · VIC · WA